# Подгорненский сельский совет (Васильевский район)
Подгорненский сельский совет (укр. Підгірненська сільська рада) — входит в состав
Васильевского района
Запорожской области
Украины.
Административный центр сельского совета находится в 
с. Подгорное.

## История
- 1987 — дата образования.

## Населённые пункты совета
- с. Подгорное
- с. Гладкое
- с. Зелёный Гай